# Puig de l'Evangeli
El puig de l'Evangeli és una muntanya de 943 metres situada al municipi de Maçanet de Cabrenys, a la comarca catalana de l'Alt Empordà.